# Konso
Konso (conosciuta anche come Karati) è una città che sorge sul fiume Sagan nell'Etiopia sudoccidentale, appartenente alla Regione di Nazioni, Nazionalità e Popoli del Sud.
La città prende nome dall'omonimo gruppo etnico etiope.
Alcuni abitanti di centri vicini chiamano la città Pakawle.

## Descrizione generale
Per le sculture waga, caratteristiche della religione praticata dalla popolazione locale e per il ritrovamento di molti fossili in vari siti archeologici della zona, nel 2011 il paesaggio culturale di Konso è stato inserito nella lista dei siti patrimonio dell'umanità dell'UNESCO. Secondo i dati a disposizione della Regione, i servizi della città includono poste, elettricità e servizi di microfinanza.
Tra le attività economiche ci sono l'apicoltura, la lavorazione del cotone e l'agricoltura.
Nel 2007 è stata fondata nel nord della città una fattoria di permacultura, la Strawberry Fields Eco-Lodge, con volontari stranieri e tre scuole per aumentare la produzione agricola, promuovere l'ecoturismo, insegnare la permacultura. Negli ultimi anni la popolazione è notevolmente aumentata: nel 1994 assommava a 2 535 abitanti, mentre gli ultimi dati, risalenti al 2005, ne contano 4593.